# Enrique Bernoldi
Enrique Bernoldi (n. 19 octombrie 1978, Curitiba) a fost un pilot brazilian de Formula 1 care a evoluat în Campionatul Mondial între anii 2001 și 2002.

## Cariera în Formula 1
| Sezon | Echipă                   | Puncte      | Loc clasament general |
| ----- | ------------------------ | ----------- | --------------------- |
| 2000  | Red Bull Sauber Petronas | Pilot teste | -                     |
| 2001  | Orange Arrows Asiatech   | 0           | -                     |
| 2002  | Orange Arrows            | 0           | -                     |
| 2005  | Lucky Strike BAR Honda   | Pilot teste | -                     |

## Cariera în IndyCar
| Sezon | Echipă          | Puncte | Loc clasament general |
| ----- | --------------- | ------ | --------------------- |
| 2008  | Conquest Racing | 220    | 22                    |